# Petite arvine

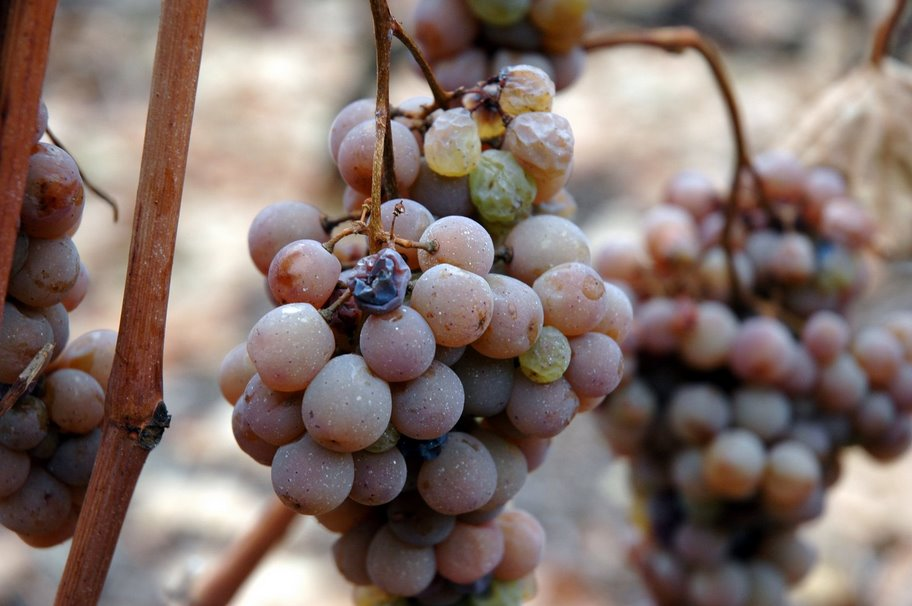
Petite Arvine

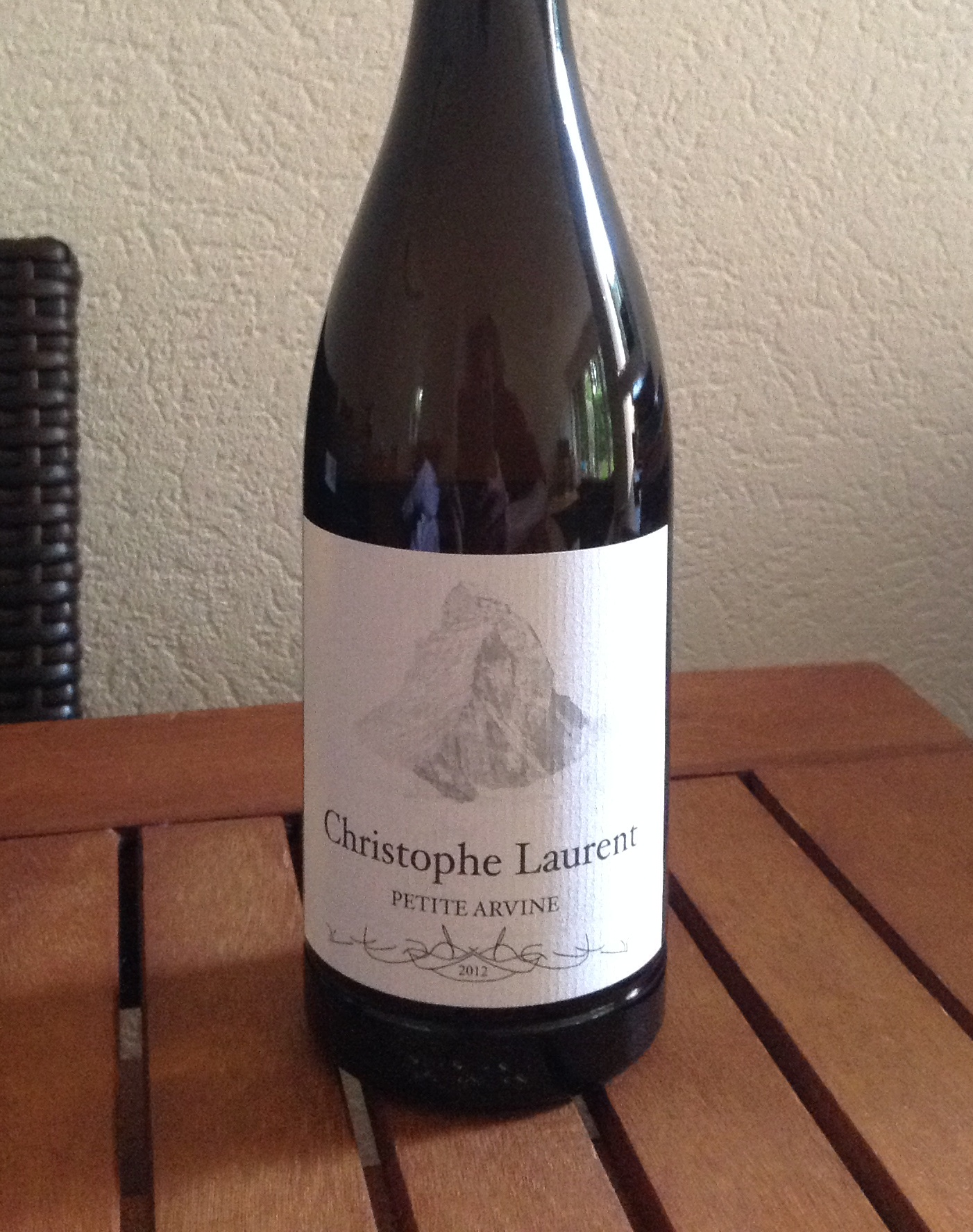
Witte wijn van de Petite Arvine.

Petite Arvine is een witte druif, gebruikt voor wijn, die voornamelijk in het Zwitserse Valais voorkomt. Ampelologen vermoeden dat deze zeer oude druif van Italiaanse afkomst is, maar haar naam ontleende aan het Arvedal.
In de Valais wordt zij als kwaliteitsdruif gezien en groeit op steile terrasvormige wijngaarden. In 2009 ongeveer 150 hectare. Hier krijgt zij op windbeschutte plekken zo veel mogelijk zonneschijn. In het voorjaar lopen de ranken al vroeg uit. Daarentegen laat de rijping van de druif lang op zich wachten en wordt zo toch nog als een van de laatste druivensoorten geoogst. Het resultaat is dan wel een druif met een hoog suikergehalte van meer dan 90 graden oechsle en evenwichtige zuren.
De wijnen van deze druif zijn rijk en vol van smaak. Fris, een beetje “zoutig” en aroma’s van rozen, citrusfruit, rabarber en ananas. De meeste wijnen van de Petite Arvine komen als droge wijn op de markt. Soms laat men de druif langer dan gebruikelijk aan de plant hangen. Doordat de druiven dan indrogen verkrijgt men een wijn die lijkt op trockenbeerenauslese.
De Grande Arvine is een andere variëteit die enkel in Zwitserland groeit.